# Eiconaxius spinigera
Eiconaxius spinigera är en kräftdjursart som beskrevs av MacGilchrist 1905. Eiconaxius spinigera ingår i släktet Eiconaxius och familjen Axiidae. Inga underarter finns listade i Catalogue of Life.